# Guus Haak
Guus Haak (Hága, 1937. április 17. –) válogatott holland labdarúgó, hátvéd.

## Pályafutása

### Klubcsapatban
1956 és 1963 között az ADO Den Haag, 1963 és 1970 között a Feyenoord, 1970–71-ben a Holland Sport labdarúgója volt. A Feyenoorddal két-két bajnoki címet és holland kupa-győzelmet nyert. Tagja volt az 1969–70-es idényben BEK-győztes együttesnek.

### A válogatottban
1968 és 1970 között öt alkalommal szerepelt a holland válogatottban.

## Sikerei, díjai
Feyenoord
- Holland bajnokság
  - bajnok (2): 1964–65, 1968–69
- Holland kupa
  - győztes (2): 1965, 1969
- Bajnokcsapatok Európa-kupája
  - győztes: 1969–70